# ホノルル・センチュリーライド
ホノルル・センチュリーライド (Honolulu Century Ride) はアメリカ合衆国ハワイ州ホノルルで、1981年以来毎年9月の最終日曜日に開催されている、HAWAII BICYCLING LEAGUE（略称：HBL）主催によるサイクリングイベントである。最長100マイルを走ることから「センチュリー」の名を取って命名された。2003年から2009年まで日本航空 (JAL) が公式スポンサーを務めていた。

## 概要
参加者は事前に走行距離（予定）数別にエントリーするが、当日の体調・状況次第によって自由に変更することができ、申告等は全く必要ない。チームで走り、個々人の走行距離を累計して最長を競う「チーム・アイアン・オコレ」もある（詳細後述）。
カピオラニ公園をスタートおよびゴールとして、20マイル・25マイル・40マイル・50マイル・75マイル・100マイルに分かれているが、折り返し地点が違うだけで、全参加者は同じルートを通ることとなる。例えば、40マイル挑戦者は40マイル折り返し地点で引き返すが、50マイル挑戦者は40マイル折り返し地点を通り過ぎて50マイル折り返し地点で引き返す。以下長距離参加者も同様である。
コース全体の高低差は50m 程度であるため、自転車に乗りなれていなくても参加可能。ゴールクローズ時間までは11時間半の余裕があるため、体力にある程度自信があれば高齢者でも完走可能。
公式タイムが存在しないツーリングイベントであることから、各参加者とも昼寝したり、写真を撮りながら走ったり、思い思いの楽しんだ走行が行われる。特に25マイルエイドステーション過ぎに見られる景色は絶景であり、ここで海水浴に切り替えてしまう参加者もいる。

### 注意事項
1. 舗装道路の路面状況は日本に比べると悪いので、パンクが懸念される。チューブ交換は自分でできることが望ましい。
2. チューブ交換が自力でできなくても、現地には多数ボランティアがいるので助けてはもらえる。しかし、チューブの本体は持っていないためあらかじめ2本程度持って参加したほうがいい。
3. 日本の大会と違い自転車は右側通行である[1]。

### ホノルルマラソンとの相違点
ホノルルで行われるスポーツイベントには、もうひとつ有名なホノルルマラソンがある。このマラソンとの最大相違点として、公式順位・公式タイムがないことがあげられる。日本人参加者はホノルルマラソンと同様に電波発信チップを付け、各エイドステーションで現在位置を捕捉されることとなるが（エイドステーション立寄りは必須ルール）、公式に記録等は一切発表されない。

## チーム・アイアン・オコレ
チーム・アイアン・オコレ (Team Iron Okole) はホノルルセンチュリーライド唯一の競技部門であり、全メンバーの走破した距離を合計して競うものである。各競技部門の上位3チームが表彰される。
| 競技部門   | 人数      | 参加費   |
| ---------- | --------- | -------- |
| Division 1 | 5 - 9人   | 20米ドル |
| Division 2 | 10 - 14人 | 25米ドル |
| Division 3 | 15 - 19人 | 30米ドル |
| Division 4 | 20 - 24人 | 35米ドル |
| Division 5 | 25 - 29人 | 40米ドル |
| Division 6 | 30 - 49人 | 45米ドル |
| Division 7 | 50人以上  | 50米ドル |

## ツーリング

### スタート
午前6時15分にカピオラニ公園およびワイキキ・シェルの駐車場をスタートする。JALが公式スポンサーになって以来、日本人参加者が増えたため（ホノルルマラソンと同じくレース向けのツアーがある）、案内放送は日英両国語の同時通訳アナウンスで行われていた。スタートして10 km 位は最も混雑する時間帯に通過するため、事故が発生する危険があり、静かな走行を心がけたい。
スタートする前に走行予定距離別に並ぶことになっているが、5時50分までに来ないと最後尾に付くことになってしまうので注意が必要である。

### 20マイル折り返し地点
スタートから、ダイヤモンドヘッドの東側にあるフォート・ルガー・パークまではホノルルマラソンと同じコースを辿るが、センチュリーライドではそこからカハラアベニューに直進し、エレパイオ・ストリート経由（ホノルルマラソンはダイヤモンドヘッド沿い→18thアベニュー経由）でキラウエア・アベニューからカラニアナオレ・ハイウェイに入るが、ホノルルマラソンでは同ハイウェイは左側通行となるところが、センチュリーライドにおいては交通規則通り右側通行となる点は注意が必要。約10kmほど走った後、ホノルルマラソンでは左折するハワイ・カイ・ドライブで左折せず、ルナリロ・ホーム・ロードまで直進し左折。25マイル以上に挑戦する参加者はそのまま直進するワイルア・ストリートとの交差点で左折、その後ハワイ・カイ・ドライブとの交差点を左折、直進するとケアホレ・ストリートとなる交差点で右折しそのままハワイ・カイ・ドライブを進むと、20マイル折り返し地点となるクアパ・プリ・スクール  (Kuapa Pre-School) に到着する。ただし、ここは先述の通り往路では20マイル参加者のみが通る所であり、それ以上の距離を走る者は復路でのみ立ち寄る（往路では立ち寄らず直接25マイル折り返し地点に向かう）こととなる。閉鎖時間は、全折り返し地点で最も遅い16時である。

### 25マイル折り返し地点
幹線道路を自転車で集団通過するが、各交差点毎にホノルル市警による交通整理が行われているため、交通事故の危険は少ない。ハートブレイクヒル（心臓破りの坂。約600m）を越え約2.5kmほど走ると現れる、サンディビーチパーク (Sandy Beach Park) が25マイル折り返し地点となる。ここで初めての給水・軽食を行うことができるが、バナナ、オレンジ、スポーツドリンク等は無料提供され、その他は有料購入となっている（全チェックポイント共通）。休憩所自体はコースからは300mほど外れるため、25マイルより長い距離を走行する参加者が立ち寄る場合往路のみ（復路の休憩所は20マイル地点）という設定となっており、閉鎖時間は各折り返し地点の中で最も早い10:15である。
25マイル地点から先、次の折り返し地点までの間に、オアフ島最南端付近を通過、坂を上った頂上にあるマカプウ展望台で、絶景を眺めながら休憩する参加者も多い。そこから先、シー・ライフ・パーク・ハワイに向け、しばらく路肩幅もほとんどない急坂を下った後は、ワイマナロ・ビーチを右手に見ながらしばらく比較的フラットなコースを走行する。

### 40マイル折り返し地点
2008年まで設定されていた、ワイマナロ・レクリエーションセンター (Waimanalo Recreation Center) にあった折り返し地点。設定されていた当時の閉鎖時間は15:15であった。2009年大会では、同所の前を通過するコース自体に変更はないが、折り返し地点としての設定はなくなった。したがって、25マイル以上を狙う参加者は、倍の50マイルを目指す必要がある。

### 50マイル折り返し地点
旧40マイル折り返し地点付近から、しばらくジャングルの中の小道を通り、再びカラニアナオレ・ハイウェイに戻る。しばらくすると、オロマナ・ゴルフ・リンクスを右手に見る付近から再び急な上り坂が2kmほど続く。ケオル・ドライブで右折すると、今度は急な下り坂となり、その後カイルアの住宅街の中の比較的平坦な道を通る。2.5kmほど走行した後、ワナアオ・ロードで右折、さらに1.5kmほど走りカイルア・ロードに右折、最初の曲がり角となるカイナル・ドライブで左折し500mほど走ったところにあるカイルア・インターミディエート・スクール（Kailua Intermediate School. 2005年まではカイルア・ディストリクト・パークKailua District Park）の駐車場が50マイル折り返し地点。閉鎖時間は14:15である。

### 75マイル折り返し地点
50マイル折り返し地点から、カイナル・ドライブを北上、突き当りとなるカイヌイ・ドライブまで2.5kmほど進み、突き当りで右折、そのまま700mほどカラヘオ・アベニューまで進み左折、カラヘオ・アベニューがカネオヘ・ベイ・ドライブに変わり、H-3フリーウェーをアンダークロスするところまで約2.5km、その後一旦道なりに右折する地点までさらに2.5km、そこから約3.2km走行しカメハメハ・ハイウェイと交差するところで右折、アップダウンを繰り返しながら3kmほど走ると、75マイル折り返し地点となるキング・インターミディエート・スクール (King Intermediate School) に到着する。閉鎖時間は13:15である。

### 100マイル折り返し地点
75マイル折り返し地点から先は、カメハメハ・ハイウェイの一本道（途中、カヘキリ・ハイウェイとの合流および分岐地点で、往路は右折復路は左折となる）だが、大半の個所は道幅も路肩も狭く、またアップダウンも多い道となるため、初心者は無理をして挑むと、並行して走る自動車との接触事故等が懸念される。途中、沖にモコリイ（通称チャイナマンズハット）を望むクアロア・ビーチパーク、その近くのクアロア牧場などを通過、カアアワの町を示す看板を横目にさらに数マイル走行しようやく100マイル折り返し地点のスワンジービーチバーク (Swanzy Beach Park) に到着する。最遠距離にも拘らず、12:15には閉鎖されてしまう。ここの景色もまた絶景である。なお、道路の反対側にセブンイレブンがあるため、折り返し地点に到着した多数の参加者が利用している。

### ゴール
各参加者はゴール後事務局に行き、自分が完走した距離を申告するだけで、完走証明書が発行される。本当にその距離を走破したのかどうかのチェックは、行われていない模様である。もっとも、チェックポイント通過のステッカーが発行され、これをゼッケンに貼ることになっている（ステッカーがないと完走が認められないというわけではない）。閉鎖時間は17:30である。各参加者は、スポーツマンシップに則り公明正大に自己申告しなければならない。参加賞として記念品が配布される（2013年は記念Tシャツ）。

## 参加者
第25回大会では、日本から2067名が参加し、初めて2000人の大台を突破した（総参加者数は3809人）。片山右京、忌野清志郎、武田美保、今中大介、浅草キッド、中野浩一等の有名人も参加した。

## 自転車の輸送
2013年にはJALによる自転車の無料輸送サービスが実施された。